# Бой у острова Реннелл
Бой у острова Реннелл (англ. Battle of Rennell Island, яп. レンネル島沖海戦) — сражение Второй мировой войны на Тихом океане между американским флотом, сопровождавшим конвой на остров Гуадалканал, и авиацией японского флота, состоявшееся 29-30 января 1943 года. Бой состоялся между островами Реннелл и Гуадалканал в южной части Соломоновых островов.
Во время боя японские торпедоносцы наземного базирования, задачей которых было прикрытие эвакуации японских сухопутных сил с Гуадалканала, провели несколько атак американских военных кораблей в течение двух дней к югу от Гуадалканала. Кроме уничтожения любых японских кораблей, которые могли быть обнаружены американским соединением, перед ним также стояла задача защиты конвоя Союзников с солдатами, перебрасываемыми на Гуадалканал для замены.
В ходе воздушных атак, произведенных в сумерках, японцам удалось потопить американский тяжёлый крейсер «Чикаго» и тяжело повредить эскадренный миноносец, оставшаяся часть американского соединения была вынуждена отступить к южной части Соломоновых островов. Во многом благодаря отходу американского соединения с поля боя японцы успешно закончили эвакуацию своих солдат 7 февраля 1943 года и оставили остров в руках Союзников.

## Военно-оперативная ситуация
7 августа 1942 года вооруженные силы Союзников (по большей части США) высадились на Гуадалканале, Тулаги и Флоридских островах в архипелаге Соломоновых островов. Целью десанта было не дать использовать их для строительства японских баз, которые бы угрожали транспортным потокам между США и Австралией, а также создание плацдарма для кампании по изоляции главной японской базы в Рабауле и поддержка сухопутных сил союзников в Новогвинейской кампании. Гуадалканальская кампания продлилась шесть месяцев.
Последняя попытка японцев доставить крупные подкрепления на остров была сорвана во время морского сражения за Гуадалканал 12-15 ноября. После этого японский флот мог только доставлять продовольствие и небольшие подкрепления сухопутным силам на Гуадалканал. В связи с угрозой, исходившей от авиации, базировавшейся на аэродроме Хендерсон-Филд на Гуадалканале и находящихся поблизости американских авианосцев, осуществляли доставки снабжения по ночам, обычно используя эскадренные миноносцы или подводные лодки, такие доставки у Союзников получили название «Токийский экспресс». Тем не менее, такие поставки не могли обеспечить достаточный объём снабжения и подкреплений, необходимых для обновления японского контингента на острове, который с 7 декабря 1942 года ежедневно терял около 50 человек от недоедания, болезней и атак сухопутных сил и авиации Союзников. 12 декабря японский флот предложил оставить Гуадалканал. Несмотря на возражения командующих сухопутными силами, которые надеялись, что Гуадалканал можно отбить у Союзников, Генеральный штаб Вооружённых сил Японии получил одобрение у Императора 31 декабря 1942 на эвакуацию всех японских сил с острова и создание новой линии обороны Соломоновых островов на Нью-Джорджии.
Японцы разработали план эвакуации войск с Гуадалканала, получивший название Операция Кэ (ケ号作戦), по согласно которому эвакуация началась 14 января 1943 года. Важным элементом плана операции стало получение превосходство в воздухе, в связи с чем должна была быть использована практически вся доступная авиация начиная с 28 января, которая должна была пресечь попытки авиации и военных кораблей Союзников помешать операции Кэ вплоть до финальной её стадии, когда все японские войска будут вывезены с Гуадалканала.

## Перед боем
Приготовления к эвакуации американцы ошибочно восприняли как начало нового японского наступления с целью вернуть контроль над Гуадалканалом. В то же самое время адмирал Уильям Холси, главнокомандующий всеми силами Союзников во время битвы за Гуадалканал, под давлением начальства принял решение о замене 2-го полка морской пехоты на Гуадаланале, который вёл боевые действия на острове начиная с высадки десанта в августе, свежими солдатами армии США. Холси, который предполагал, что готовится новое наступление японцев, рассчитывал связать японский флот сражением, во время которого конвой достигнет Гуадалканала. 29 января Холси подготовил и выслал к Южным Соломоновым островам пять соединений кораблей с задачей прикрыть конвой и связать сражением японские корабли, которые им встретятся на пути. В эти пять соединений входили два больших авианосца, два эскортных авианосца, три линкора, 12 крейсеров и 25 эсминцев.
Предварительно был выслан конвой с войсками TG62.8, состоящий из четырёх транспортов и четырёх эсминцев. Впереди по маршруту конвоя, между островами Реннелл и Гуадалканал, прикрытие конвоя обеспечивало соединение TF18 код командованием контр-адмирала Роберта Гиффена, в состав которого входили тяжёлые крейсера Уичита, Чикаго и Луисвилль; лёгкие крейсера Монпелье, Кливленд и Колумбия; эскортные авианосцы Ченанго и Суванни; а также восемь эсминцев. Адмирал Гиффен командовал TF18 со своего флагмана Уичита. Авианосное соединение Энтерпрайз двигалось в 400 километрах (250 миль) между TG62.8 и TF18. Другие соединения, куда входили авианосец и линкоры, отставали от него ещё на 240 километров (150 миль). Адмирал Гиффен на крейсере Уичита с двумя эскортными авианосцами недавно прибыл на Тихий океан после участия в операции «Факел» в Северной Африке. Кроме того, Чикаго только что вернулся в южную часть Тихого океана после ремонта повреждений, полученных во время боя у острова Саво шестью месяцами ранее.

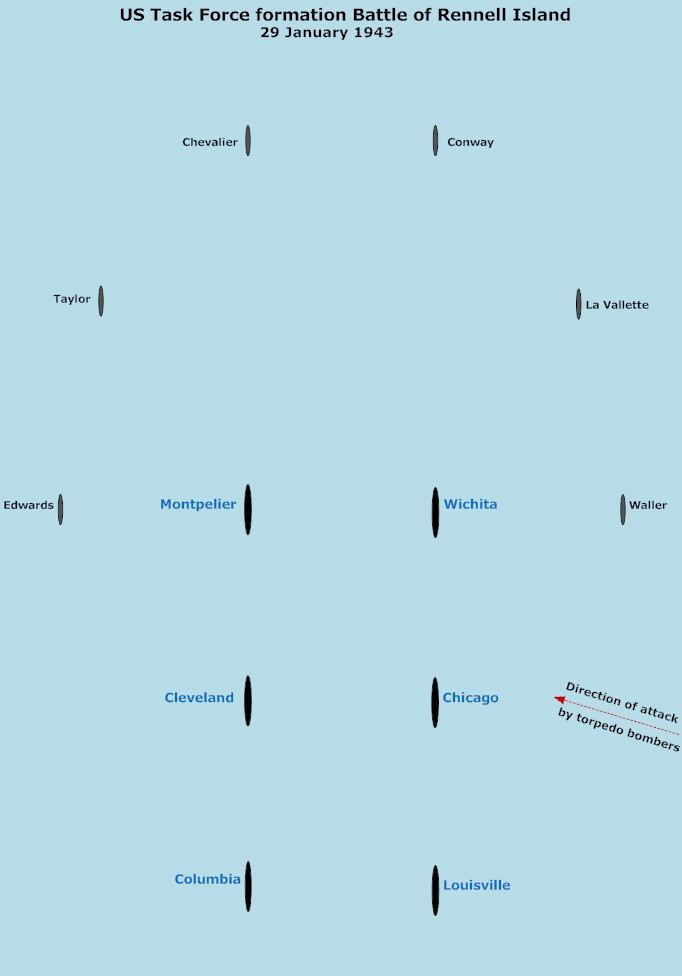
Строй американского соединения перед началом боя

## Ход боя

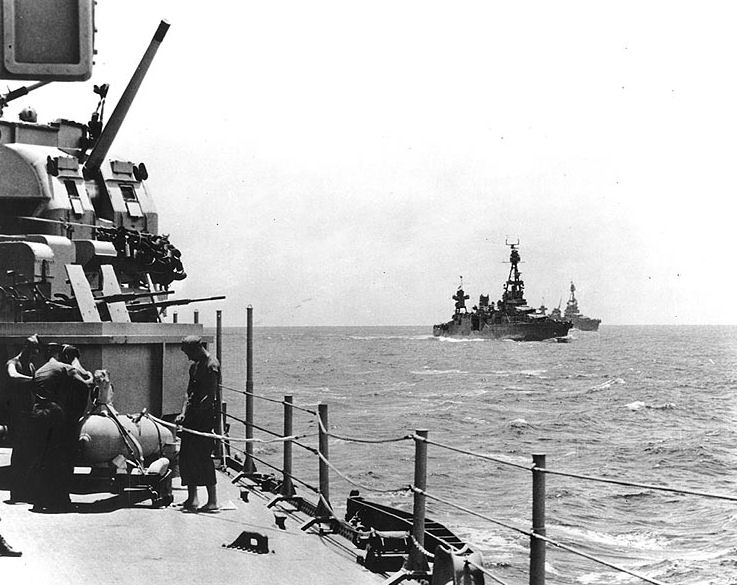
Американские крейсера соединения TF18 в море на пути к Гуадалканалу 29 января 1943 года всего за несколько часов до ночной атаки японских торпедоносцев у острова Реннелл. Фотография сделана с крейсера Уичита. Чикаго справа по центру, на заднем плане Луисвилль.

Кроме защиты конвоя, перед TF18 стояла задача встретиться с четырьмя американскими эсминцами, расположенными у Тулаги, в 21:00 29 января для того, чтобы провести зачистку пролива Слот к северу от Гуадалканала на следующий день, чтобы прикрыть высадку десанта с транспортов на Гуадалканал. Однако эскортные авианосцы под командованием командора Бена Уятта были слишком медленными (18 узлов), что не давало возможности Гиффену прибыть по расписанию, поэтому Гиффен оставил авианосцы под прикрытием двух эсминцев и в 14:00 ушёл, повысив скорость до 24 узлов (44 км/ч). Опасаясь угрозы со стороны подводных лодок, которые разведка союзников обнаруживала в этой зоне, Гиффен построил свои крейсера и эсминцы в противолодочный строй, не ожидая атаки с воздуха. Крейсера были построены в две колонны, которые разделяло 2500 ярдов (2300 м). Уичита, Чикаго и Луисвилль составили правую колонну, а Монпелье, Кливленд и Колумбия левую. Шесть эсминцев были расположены полукругом радиусом 3 км (2 мили) перед колоннами крейсеров.
Корабли Гиффена обнаружили и отслеживали японские подводные лодки, которые передавали информацию о их составе и направлении движения своему командованию. Около полудня на основании донесений подводных лодок 16 торпедоносцев Mitsubishi G4M тип 1 из 705 авиагруппы и 16 торпедоносцев Mitsubishi G3M тип 96 из 701 авиагруппы вылетели из Рабаула для атаки кораблей Гиффена. Один G3M вернулся из-за проблемы с двигателем, остальные 31 Mitsubishi продолжили полёт. Командовал 705 авиагруппой лейтенант Томо Накамура, 701 авиагруппой — лейтенант Дзодзи Хагаи.

### Бой 29 января

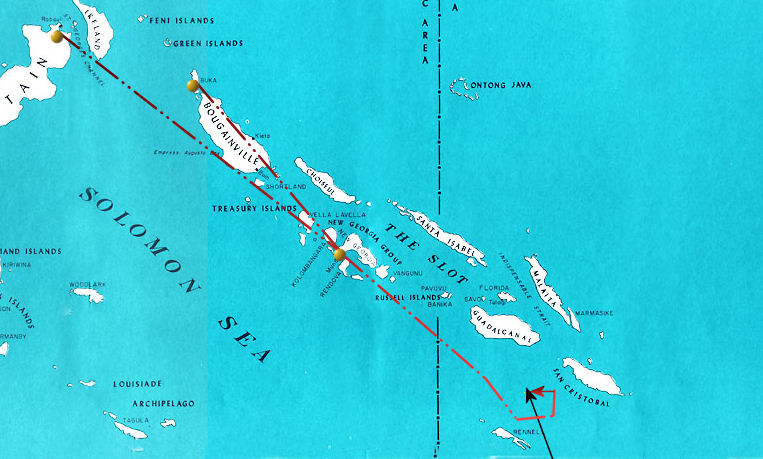
Путь японских самолётов (пунктирная красная линия) к TF18 (толстая чёрная линия) и атака у острова Реннелл вечером 29 января

На закате солнца, когда TF18 шла в северо-западном направлении и находилась в 80 километрах (50 миль) к северу от острова Реннелл и 160 километрах (100 миль) к югу от Гуадалканала, несколько кораблей Гиффена обнаружили несколько неопознанных самолётов на радаре в 100 километрах (60 миль) к западу от соединения. Предварительно отдав приказ об абсолютном радиомолчании, Гиффен не отдал никаких приказов о том, как вести себя при контактах с неопознанными объектами, ни информации о том, что это могло быть. С заходом солнца самолёты боевого патрулирования TF18 с двух эскортных авианосцев вернулись на свои корабли в связи с наступлением тёмного времени суток, оставив корабли Гиффена без прикрытия с воздуха.
Тем не менее, радарные контакты говорили о приближении 31 японских торпедоносцев, которые облетели TF18 с южной стороны, чтобы зайти на цель с востока, где их бы скрыло тёмное небо. С этого направления японские бомбардировщики действительно не были видны на фоне тёмного неба, но при этом силуэты кораблей Гиффена чётко отпечатывались на западном горизонте. 705 авиагруппа атаковала в 19:19 первой. Самолёты Накамуры не добились торпедных попаданий, а один из них был сбит зенитным огнём с кораблей Гиффена.
Решив, что атака завершена, Гиффен приказал своим кораблям прекратить противоторпедные зигзаги и продолжить движение к Гуадалканалу прежним курсом. Тем временем японский самолёт-разведчик сбросил осветительные бомбы и плавающие светящиеся огни, чтобы указать курс и скорость TF18 для подходящих бомбардировщиков Хагаи.
В 19:38 авиагруппа 701 зашла в атаку, поразив Чикаго двумя торпедами, которые нанесли тяжёлые повреждения и потерю хода крейсером. Ещё одна торпеда попала в Уичиту, но не взорвалась. Зенитным огнём при этом были сбиты два бомбардировщика, среди которых был самолёт Хагаи, который погиб. В 20:08 Гиффен приказал своим кораблям идти в обратном направлении, замедлив ход до 15 узлов (28 км/ч), и прекратить зенитный огонь, что помогло скрыть корабли от японской авиации, которая покинула зону боя в 23:35. В полной темноте Луисвилль взял на буксир Чикаго и медленно направился на юг, подальше от зоны боя, с эскортом оставшихся кораблей TF18.

### Бой 30 января

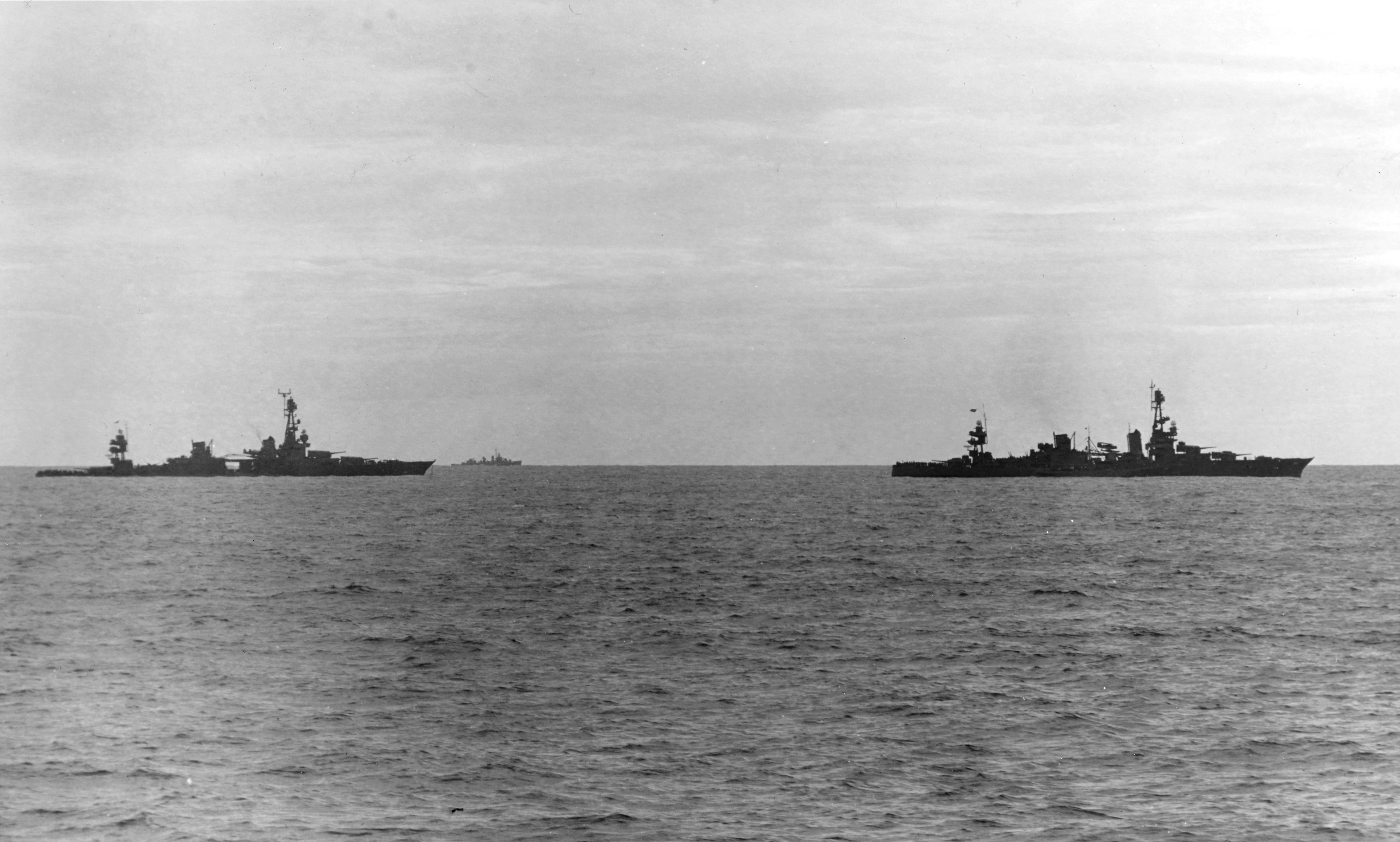
Луисвилль (справа) тащит на буксире Чикаго утром 30 января.

Холси немедленно предпринял меры попытаться защитить повреждённый Чикаго, предупредив эскортные авианосцы, чтобы они обеспечили авиационное прикрытие с первыми лучами солнца, приказав соединению Энтерпрайза прибыть и увеличить прикрытие эскортных авианосцев, а также выслать флотский буксир Навахо заменить Луисвилль, который прибыл в 08:00. Между рассветом и 14:00 многочисленные японские разведывательные самолёты прибыли к TF18. Несмотря на то, что они не могли подлетать близко из-за авиационного прикрытия, они могли вести наблюдения и передавать информацию о местонахождении Чикаго. В 12:15 группа из 11 G4M из 751 авиагруппы, базировавшейся в Кавьенге и летящие через остров Бука, поднялись для атаки повреждённого американского крейсера. Американские корабли знали о подходе японских самолётов благодаря предупреждению австралийских наблюдателей на Соломоновых островах, ожидаемое время прибытия было 16:00. Тем не менее, Холси приказал оставшимся крейсерам оставить Чикаго позади и направиться мимо острова Эфате в архипелаге Новые Гебриды, что они сделали в 15:00, оставив шесть эсминцев для защиты Чикаго и Навахо.
В 15:40 Энтерпрайз находился в 69 километрах (43 миль) от Чикаго с 10 его истребителями, обеспечивающими прикрытие повреждённого крейсера. В то же самое время четыре истребителя прикрытия сбили один из разведчиков G4M. В 15:54 радар Энтерпрайза обнаружил подходящие бомбардировщики, и в воздух поднялись ещё 10 истребителей для атаки японских самолётов. Эскортные авианосцы, тем не менее, имели трудности с запуском самолётов, что помешало им присоединиться к группе, атакующей японские бомбардировщики до окончания боя.

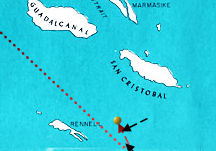
Воздушная атака японцев (пунктирная красная линия) на Чикаго (жёлтая точка) 30 января. Чёрные стрелки — истребители авианосца Энтерпрайз.

В начале японские бомбардировщики, казалось, собирались атаковать Энтерпрайз, но развернулись в сторону Чикаго после того, как шесть истребителей прикрытия Энтерпрайза начали боевой контакт с ними. Четыре оставшихся истребителя прикрытия атаковали самолёты 751 авиагруппы, когда они попали под зенитный огонь эсминцев, эскортирующих Чикаго. Два торпедоносца были сбиты ещё до того, как могли сбросить свой груз. Ещё шесть были сбиты в дальнейшем, но уже после того, как они сбросили торпеды.
Одна торпеда попала в эсминец Ла-Валетта в переднее магшинное отделение, погибло 22 члена экипажа и был нанесены тяжёлые повреждения. В Чикаго попало четыре торпеды, одна в мостик, а ещё три в технические отсеки. Капитан Чикаго, Ральф О. Дэвис, приказал покинуть корабль и крейсер затонул кормой вперёд через 20 минут. Навахо и эсминцы эскорта приняли на борт 1 049 членов экипажа Чикаго, но 62 человека погибли. Последняя атака японских торпедоносцев провалилась, так как те не смогли найти американские корабли. Навахо взял Ла-Валетту на буксир и все оставшиеся корабли TF18 направились в Эспириту-Санто без дальнейших происшествий.

## Результаты
Японцы в скором времени опубликовали результаты сражения, утверждая, что затопили линкор и три крейсера. Американцы, со своей стороны, старались держать в тайне от общественности гибель Чикаго некоторое время, а адмирал Честер Нимиц, главнокомандующий силами Союзников, обещал «застрелить» любого из своих подчинённых, кто допустит утечку информации о потере Чикаго прессе. Холси и Нимиц обвинили Гиффена в поражении, что отмечено в официальном докладе Гиффина этого времени. Похоже, что поражения и последующие обвинения не оказали большого влияния на карьеру Гиффена; он продолжил командовать соединениями линкоров и крейсеров на Тихом океане до 1944 года, а затем был повышен до вице-адмирала.
Так как японская авиация была задействована в бою с TF18, транспорты Союзников смогли завершить свою миссию по замене морских пехотинцев на Гуадалканале в последние два дня января. В это время остальные соединения кораблей Союзников, включая два соединения авианосцев, заняли позицию в Коралловом море, готовые отбить возможное ожидавшееся американцами японское наступление на южных Соломоновых островах.
В действительности, тем не менее, японцы смогли удержать в тайне эвакуацию сухопутных сил с Гуадалканала за три ночи со 2 по 7 февраля. После отхода TF18 непосредственно у Гуадалканала осталось очень мало кораблей Союзников, что помогло японцам сохранить большую часть своих сухопутных сил, а Союзники не узнали об успешном окончании эвакуации до того, как она завершилась. Укрепив успех на Гуадалканале, Союзники продолжили кампанию против Японии, в конечном счёте одержав победу во Второй мировой войне.